# Woslom
Woslom é uma banda brasileira de thrash metal, formada em 1997 em São Paulo.

## História
A banda, que já havia gravado cinco demo tapes, em 2010 lançou seu primeiro álbum, Time to Rise. O show de lançamento do álbum ocorreu no dia 13 de novembro, no Manifesto Bar. A banda fez um videoclipe para a canção-título "Time to Rise", que foi produzido pela Guilmer Filmes e dirigido por Diogo Alvino, e que recebeu excelentes críticas desde que foi lançado e está disponível como faixa multimídia no formato CD do álbum. Em 2010, Time to Rise foi eleito o melhor álbum de thrash metal brasileiro do ano pelo site especializado MetalMilitia.
Em junho de 2011 a banda anunciou que estava em fase final de preparação de seu segundo videoclipe, o da canção "Mortal Effect".
Em 2012, realizou sua primeira tour internacional, a "Time to Rise European Tour 2012", passando por 10 países europeus entre abril/maio, realizando 25 shows, dentre eles os Festivais SWR Barroselas em Portugal, Fields of Metal na Bélgica, Emmen Metal Fest na Holanda e ao lado de Entombed na Suécia.
No final de 2012, após o fim da turnê Européia e algumas apresentações em São Paulo, foi divulgado o frontman Silvano ensaiando novas músicas da banda, e o baixista Francisco ensaiando linhas de baixo para novas composições. Em abril de 2013, foi apresentado o teaser do novo álbum de estúdio Evolustruction.
Em 2013, a banda fez outra grande turnê europeia e muitos shows no Brasil para a divulgação de seu segundo álbum Evolustruction.
No início de 2014, o baixista Francisco deixou a banda, em seu lugar entrou Andre Mellado, que realizou os concertos para a divulgação do DVD Destructivision e foi oficializado baixista no final da turnê europeia de 2014.
Em 2015, a banda fez sua primeira turnê na Colômbia e deu início ao processo de gravação de seu terceiro álbum.
Em 2016, a banda lança seu terceiro álbum A Near Life Experience pelo selo italiano Punishment 18 Records e no Brasil pela Shinigami Records.
Em 2017, realizam uma turnê brasileira com a banda alemã de death metal Divide.
Realizam em 2018 uma mini-tour com a banda Claustrofobia pelos estados de São Paulo e Paraná.

## Discografia
Albums de estúdio
- Time to Rise (2009)
- Evolustruction (2013)
- A Near Life Experience (2016)

Outros lançamentos
- "Evolustruction" (2013) - Single
- Panzer Fest (2013) - Split
- DestrucTVision (2014) - DVD

Demos
- Legendary Attempts from Sat Afternoon (2000)
- Woslom Remains Metallica (2001)
- From Dark to Light (2002)
- Beyond Inferno (2004)
- Woslom (2007)

## Integrantes
- Silvano Aguilera - vocal, guitarra (2009-presente)
- Rafael Iak - guitarra (2003-presente)
- Andre G Mellado - baixo (2014-presente)
- Fernando Oster - bateria (1997-presente)

### Membros antigos
- Francisco Stanich Jr. - baixo, vocal de apoio (1997-2014)
- Denis Melatto	- vocal (2006-2008)
- Roger Nociti - vocal, guitarra (1997-2001)
- Tiago Bechara	- guitarra (2000-2001), vocal e guitarra (2001-2006)
- Peri - guitarra (1999)
- Rodrigo Cesarino - guitarra (2001-2003)
- Tito - guitarra (1997, 1999)